# Mother's Baby
Mother's Baby is een Oostenrijks-Zwitsers-Duitse thriller uit 2025, geregisseerd en mede geschreven door Johanna Moder. De hoofdrollen worden vertolkt door Marie Leuenberger, Hans Löw en Claes Bang.

## Verhaal
De veertigjarige succesvolle dirigent Julia en haar partner Georg verlangen naar een kind en maken kennis met Dr. Vilfort, een vruchtbaarheidsspecialist met een privékliniek, die hen een experimentele procedure aanbiedt. Na een succesvolle behandeling in de kliniek raakt Julia zwanger maar de geboorte verloopt echter niet zoals gepland en de baby wordt na de geboorte onmiddellijk meegenomen waardoor Julia en haar man in het ongewisse blijven over wat er is gebeurd. Wanneer Julia eindelijk herenigd wordt met het kind, voelt ze zich vreemd afstandelijk en heeft ze twijfels of de baby die ze mee naar huis hebben genomen wel echt van haar is.

## Rolverdeling
| Acteur              | Personage   |
| ------------------- | ----------- |
| Marie Leuenberger   | Julia       |
| Hans Löw            | Georg       |
| Claes Bang          | Dr. Vilfort |
| Julia Franz Richter | Gerlinde    |

## Productie
Mother's Baby wordt geproduceerd door FreibeuterFilm (Oostenrijk), tellfilm (Zwitserland) en Match Factory Productions (Duitsland). Deze laatste verwierf ook de wereldwijde verkooprechten.

### Filmopnames
De filmopnames gingen van start op 6 maart 2024 op locaties in Wenen (Oostenrijk), Zürich (Zwitserland) en Hamburg (Duitsland) en eindigden op 24 april 2024.

## Release
Mother's Baby ging op 18 februari 2025 in première op het Internationaal filmfestival van Berlijn in de competitie voor de Gouden Beer.

## Prijzen en nominaties
De belangrijkste:
| Jaar | Prijs                                   | Categorie   | Genomineerde(n) | Uitslag     |
| ---- | --------------------------------------- | ----------- | --------------- | ----------- |
| 2025 | Internationaal filmfestival van Berlijn | Gouden Beer | Johanna Moder   | Genomineerd |